# Bleach: Memories of Nobody
Bleach: Memories of Nobody (劇場版BLEACH MEMORIES OF NOBODY?, Gekijōban Bleach: Memories of Nobody) è un film d'animazione del 2006 diretto da Noriyuki Abe.
La pellicola, sceneggiata da Masashi Sogo, è basata sull'anime e manga di Bleach. Il film è uscito nelle sale in Giappone il 16 dicembre 2006, il DVD è uscito il 5 settembre 2007.
Per promuovere questo film, la sigla iniziale e quella finale dell'anime dall'episodio 106 fino al 109 anche rimanendo con le stesse musiche, prende le scene direttamente dal lungometraggio.
In Italia i diritti di distribuzione del film sono stati acquistati dalla Kazé che lo ha pubblicato in DVD il 3 novembre 2010.

## Trama

### Collocazione temporale
Il film si pone nella storia subito dopo la saga della Soul Society, appena Ichigo Kurosaki ritorna nel suo mondo, proprio quando finisce la saga filler dei Bount.

### L'inizio
Nella città di Karakura, dopo aver sconfitto un Hollow che minacciava una bambina, Ichigo Kurosaki, Rukia Kuchiki e Kon incontrano degli strani spiriti bianchi con dei cappelli rossi che all'improvviso li attaccano. In quel frangente incontrano Senna, una misteriosa Shinigami che distrugge la maggior parte di loro con la sua furia. Senna rifiuta di rispondere a qualunque domanda, forzando Ichigo nell'inseguimento cercando di comprendere chi sia.
Nel frattempo, la Soul Society manda a investigare sulle stranezze che ultimamente stanno accadendo sulla terra Tōshirō Hitsugaya e Rangiku Matsumoto. Essi incontrano Ichigo e discutono sugli ultimi eventi nell'emporio di Kisuke Urahara spiegando che esiste una dimensione fra la Soul Society e quella terrestre chiamata "Valle delle urla"; le anime che Ichigo avevano visto, chiamate "Blank", sono quelle che si perdono in quella valle e dimenticano il loro passato. Non comprendendo il motivo dell'aumento improvviso di questi spiriti, Urahara spiega anche che tutte le memorie perse da quelle anime hanno formato una singola creazione, conosciuta come lo "Shinenju" e Ichigo si appresta a trovarlo. Inoltre, Kon si ricorda di aver visto degli strani individui in mezzo ai Blank, perciò si lascia esaminare per scoprire la loro identità.

### La rivelazione
Dopo aver trovato Senna di nuovo, Ichigo spiega tutto quello che ha scoperto ma la ragazza sembra non sapere nulla, anzi si distrae in continuazione, specialmente da un fiocco rosso che lei inavvertitamente ruba. Sfuggita di nuovo da Ichigo, Senna inizia in seguito a ricordare diverse cose, come la sua morte, e decide di visitare quella che lei pensa essere la sua tomba. Tuttavia viene attaccata di nuovo dai Blank e da alcuni degli strani individui. Fortunatamente Ichigo arriva appena in tempo e taglia un braccio a chi stringeva la shinigami, costringendoli a ritirarsi. Ichigo decide così di portare Senna a casa sua per tenerla sott'occhio, e da alcuni suoi discorsi non riesce a capire come una Shinigami possa ricordarsi della sua vita passata; trova conferma nei suoi sospetti grazie a Urahara, capendo che, forse, la ragazza non è veramente quella che sia.
Durante un sopralluogo in città, Ichigo e Senna trovano l'anima di un bambino che ha perso suo padre. Ichigo vorrebbe mandarlo alla Soul Society, ma Senna preferisce prima acconsentire alla richiesta del bambino. Alla fine, trovano il padre ad una fiera, il quale rivela che con la presenza della ragazza lì si sono raggruppate molte anime, che sono le persone lì intorno, per poi andare con il figlio nella Soul Society. Senna è sconvolta dal fatto che la sua presenza attiri le anime, ma proprio in quel momento ricompare Rukia insieme a Jūshirō Ukitake, Renji Abarai, Tōshirō Hitsugaya e Soifon con i soldati dell'Unità mobile segreta con lo scopo di prendere in custodia Senna: si scopre quindi che la ragazza è proprio lo Shinenju, e le sue abilità di shinigami le aveva prese da qualcuno perduto nella valle. Ichigo prova a difendere Senna, in quanto crede che benché ella sia un agglomerato di memorie possieda anche una sua personalità, ma prima che egli possa far qualcosa il misterioso gruppo si mostra, insieme a una moltitudine di Blank, presentandosi come il clan delle tenebre Darkuan, un tempo degli shinigami che però vennero esiliati nella Valle delle urla dopo la guerra di successione della Soul Society, e questa volta riescono a rapire Senna, mentre Ichigo, nel tentativo di riprendere la ragazza, viene gravemente ferito dal loro leader Ganryū. Portato da Urahara e curato da Orihime Inoue, Ichigo scopre che i Darkuan vogliono utilizzare Senna per far scontrare il mondo reale con la Soul Society, ottenendo così la loro vendetta. Scopre anche che l'unico modo per raggiungere la Valle delle urla è passare in un portale nel mondo reale comparso insieme allo Shinenju, e lo trova sotto un ponte, nel frattempo Rukia va in cerca di rinforzi.
Comprendendo la gravità del problema (entro un'ora i due mondi collasseranno), il Generale Yamamoto ordina che il cannone kidō faccia fuoco per distruggere la Valle. A questo punto, Rukia porta con sé solo Renji, ma quando stanno per entrare nel portale si aggiungono Hitsugaya, Matsumoto, Soifon, Kenpachi Zaraki con Yachiru Kusajishi, Ikkaku Madarame, Yumichika Ayasegawa Tetsuzaemon Iba, Shuhei Hisagi, Izuru Kira e successivamente Byakuya Kuchiki in loro aiuto.

### La lotta finale
Nell'altra dimensione Ichigo si trova circondato dai Blank e dai Darkuan quando viene raggiunto dagli Shinigami pronto ad aiutarlo nella lotta, e nel mentre il cannone kidō viene fatto sparare e inizia col distruggere la Valle. Il gruppo combatte contro i vari avversari lasciando ad Ichigo Ganryū. Dopo una battaglia furiosa il ragazzo sconfigge il suo nemico. Tornati nel mondo reale Ichigo porta con sé Senna. Ma anche se hanno fermato il collasso della Valle delle Urla il processo continua e gli effetti persistono. Senna, capendo che i Blank volevano solo proteggerla, si unisce a loro e sacrifica sé stessa per salvare i due mondi. Estremamente debole, Senna chiede a Kurosaki di portarla vicino alla sua tomba così può vedere il suo nome prima di morire. Senna poi svanisce e Rukia spiega che si dimenticheranno della ragazza. Nella scena finale, mentre Ichigo cammina sul ponte dove prima c'era il portale che conduceva alla Valle delle urla, vede volare il fiocco rosso che aveva regalato a Senna e poco dopo corrergli a fianco una ragazza identica a lei. Alla sua vista Ichigo sorride.

## Personaggi introdotti

### Senna
Senna (茜雫?) è il personaggio principale del film. È una giovane ragazza dai capelli viola e dai grandi occhi color ambra, generalmente allegra e spensierata, che, tuttavia, non esita a porre mano alle armi per proteggere qualcuno. Ama i luoghi alti e il colore rosso.
Senna è lo "Shinenju", un aggregato di ricordi di tutte le anime che si sono perse nella "Valle delle Urla", e che quindi hanno dimenticato il loro passato. Essendo un ammasso di ricordi, Senna è continuamente braccata dai "Blank", le anime prive di ricordi, e, naturalmente, attratte dalle memorie che essi hanno perso. Dopo essere finita nelle mani del clan "Darkuan" capitanato da Ganryū, si sacrificherà per impedire che la valle collassi, impedendo la distruzione della Soul Society e del mondo umano.
Senna possiede dei poteri da Shinigami, probabilmente ottenuti da qualcuno perduto nella valle. La sua Zanpakutō, che si credeva perduta da oltre 100 anni nel Dangai, è Mirokumaru (弥勒丸? lett. "Cerchio di Maitreya"), che, sigillata, ha l'aspetto di una katana con un manico rosso e una tsuba quadrata. Una volta rilasciata, al comando "Risuona oltre il crepuscolo" (夕闇に誘え?, yūyami ni izanae), assume la forma di un Khakkhara capace di creare tornadi ai suoi movimenti.

### Ganryū
Ganryū (巌竜?) è il principale antagonista del film. Egoista e senza scrupoli, in passato la sua famiglia venne esiliata dalla Soul Society dopo la guerra di successione nella Valle delle Urla. Insieme ai resti del suo clan, ribattezzato "Darkuan", egli mette in atto il suo piano; utilizzare Senna, lo Shinenju, per far collassare la valle, in modo che la Soul Society e il mondo umano collidano e si distruggano a vicenda. Alla fine, verrà sconfitto da Ichigo prima che il suo piano possa realizzarsi.
Durante il tempo trascorso nel Dangai, Ganryū e gli altri membri del suo clan hanno acquisito la capacità di manipolare i Blank, anime prive di ricordi, in vario modo, trasformandoli in armi per attaccare, in masse adesive che intrappolano l'avversario o assorbendoli per aumentare il proprio potere. Ganryū ha utilizzato i Blank per diventare invisibile e per sviluppare un immenso Reiatsu, il che lo renderebbe potente come un capitano del Gotei 13.

## Incongruenze
Nella pellicola è presente un errore dal momento in cui Renji dice che, sotto ordine della Camera dei 46, Senna deve essere portata nella Soul Society in quanto si è scoperto che lei è il "rosario dei ricordi". L'errore consiste nel fatto che tutti i membri della camera dei 46 sono stati uccisi da Sōsuke Aizen, come viene confermato dallo stesso Renji nell'episodio 115 dell'anime e quindi non potevano aver potuto dare ordini in quanto morti. Infatti non a caso per tutto il resto del film a prendere le decisioni è il comandante generale Shigekuni Genryūsai Yamamoto, che detiene il potere decisionale in attesa che i nuovi membri della Camera dei 46 siano eletti.